# Urgleptes bicoloratus
Urgleptes bicoloratus là một loài bọ cánh cứng trong họ Cerambycidae.